# Комендант Григорій Іванович
Григо́рій Іва́нович Коменда́нт (нар. 8 січня 1946, Ставище) — Голова Біблійного товариства, колишній голова Всеукраїнського Союзу Об'єднань Євангельських Християн-Баптистів у 1994—2006 рр. Кавалер «Ордена князя Ярослава Мудрого» IV ступеня.

## Біографія
Григорій Комендант народився 8 січня 1946 року у с. Ставище на Хмельниччині. Його батько Іван та його дід Григорій (репресований 1939 року) також були пасторами баптистських громад. 1965 р. прийняв водне хрещення по вірі. У 1965-68 роках перебував на військовій службі. Після повернення з армії одружився з Надією Андрікевич. 

## Діяльність
У 1968 р. розпочав проповідницьку діяльність, 1970 р. — рукопокладений на диякона. 1973 року після завершення Московських заочних біблійних курсів — єдиного протестантського закладу Радянського Союзу розпочав служіння в сані пресвітера церкви ЄХБ у м. Дунаївці на Хмельниччині. Богословську освіту підвищив у 1973—1975 рр. в Духовній семінарії Гамбурга. З 1977 р. — пресвітер Ірпінської церкви ЄХБ. У 1979—1981 рр. ніс служіння старшого пресвітера по Україні. 
17 липня 1981 р. на Республіканській Раді обраний заступником старшого пресвітера по Україні. 
- 1994 р. обраний головою ВСО ЄХБ. Керував союзом ЕХБ до XXV з'їзду ВСО ЄХБ (травень 2006 року). Після цього очолив новостворену Духовно-дорадчу раду при керівництві ВСО ЄХБ.
- 1995 року обраний віце-президентом Всесвітнього союзу баптистів, громади якого існують в 214 країнах світу.
- 2001-2003 роках був президентом Європейської Баптистської Федерації

20 червня 2007 р. обраний президентом Українського біблійного товариства (УБТ).

## Освіта
- 1971-1973 рр. Заочні біблійні курси ЄХБ у Москві.
- Магістр богослов'я (Баптистська Духовна семінарія у Гамбургу).
- Почесний доктор богослов'я з 1990 р.

## Нагороди
- 23 липня 2008 року указом Президента України №665/2008 нагороджений орденом князя Ярослава Мудрого V ступеня. [1]
- 24 серпня 2017 року указом Президента України №251/2017 нагороджений орденом князя Ярослава Мудрого IV ступеня. [2]